# Infostealer
Infostealer又名网银大盜，是一種木馬程式的產生工具。入侵者可以根據目標遊戲的特性而修改工具，從而產生出一款適合目標遊戲的木馬病毒。
Redline InfoStealer Analysis （页面存档备份，存于）